# بريت سميث (سائق سباق)
بريت سميث (بالإنجليزية: Brett Smith)‏ هو سائق سباق بريطاني، ولد في 11 مايو 1992 في كوفنتري في المملكة المتحدة.